# Namib-Rennmäuse
Namib-Rennmäuse (Gerbillurus) sind eine Gattung in der Unterfamilie der Rennmäuse mit vier Arten, die im Süden Afrikas vorkommen.
Folgende Arten zählen zur Gattung.
- Südafrikanische Zwergrennmaus (Gerbillurus paeba), vorwiegend Namibia, Botswana und westliches Südafrika. Eine kleinere Population lebt im Grenzgebiet Simbabwe/Mosambik/Südafrika.
- Gewöhnliche Zwergrennmaus (Gerbillurus setzeri), Westen Namibias und Südwesten Angolas.
- Dünen-Zwergrennmaus (Gerbillurus tytonis), Südwesten Namibias.
- Buschschwanz-Zwergrennmaus (Gerbillurus vallinus), Süden Namibias sowie Nordwesten Südafrikas.

Die Namib-Rennmaus (Gerbilliscus validus) zählt jedoch nicht zu dieser Gattung.
Mit einer Kopf-Rumpf-Länge von 9 bis 12 cm, einer Schwanzlänge von 9,5 bis 15,6 cm sowie einem Gewicht von 20 bis 37 g zählen die Arten zu den kleinen bzw. mittelgroßen Rennmäusen. Abhängig von der Art besitzt das Fell der Oberseite eine braune, graubraune, sandige oder leicht rosige Farbe, während die Unterseite stets weiß ist. Diese Rennmäuse unterscheiden sich von anderen Vertretern der Gattungsgruppe Gerbillurini durch abweichende Details des Gebisses. Im Gegensatz zu den Nacktsohlen-Rennmäusen (Gattungen Gerbilliscus und Tatera) ist die Unterseite der Hinterfüße mit Haaren bedeckt. Eine Quaste an der Schwanzspitze ist vorhanden.
Namib-Rennmäuse leben in Wüsten oder Halbwüsten mit einem Grund aus Sand oder Schwemmsand sowie mit einem Bewuchs aus Gras, Büschen oder aus offenen Baumgruppen. Die Tiere sind nachtaktiv und ernähren sich von den Samen der vorhandenen Gewächse. Am Tage halten sie sich in komplexen Tunnelsystemen auf, deren Eingänge von Grasbüscheln oder Wurzeln geschützt sind. Zumindest bei der Südafrikanischen Zwergrennmaus gibt es keine festen Paarungszeiten. Nach einer Trächtigkeit von etwa 26 Tagen werden 2 bis 5 Jungtiere geboren, die etwa 2 g wiegen.
Die IUCN listet alle vier Arten als nicht gefährdet (Least Concern).

## Referenzliteratur
- Ronald M. Nowak: Walker's Mammals of the World. 2 Bände. 6. Auflage. Johns Hopkins University Press, Baltimore MD u. a. 1999, ISBN 0-8018-5789-9.